# StormGeo
StormGeo (tidligere Storm Weather Center) er en norsk privatejet vejrtjenesteleverandør, grundlagt i 1997. Virksomheden er vejrleverandør i Skandinavien og Nordsøregionen med aktiviteter over hele verden inden for vedvarende energi, offshore og mediebranchen. StormGeo har kontorer i Norge, Sverige, Danmark og Storbritannien. Hovedkvarteret er placeret i Bergen, Norge.

## Eksterne linker
- StormGeo's hjemmeside
- Storm.no – Norsk vejr portal
- Storm247 – International vejr portal